# Andrius Gudžius
Andrius Gudžius (Kaunas, 14 febbraio 1991) è un discobolo lituano.

## Palmarès
| Anno | Manifestazione    | Sede           | Evento           | Risultato | Prestazione | Note                                     |
| ---- | ----------------- | -------------- | ---------------- | --------- | ----------- | ---------------------------------------- |
| 2007 | Mondiali allievi  | Ostrava        | Lancio del disco | Bronzo    | 61,59 m     |                                          |
| 2008 | Mondiali juniores | Bydgoszcz      | Lancio del disco | 6º        | 58,63 m     |                                          |
| 2009 | Europei juniores  | Novi Sad       | Lancio del disco | 5º        | 60,05 m     |                                          |
| 2010 | Mondiali juniores | Moncton        | Lancio del disco | Oro       | 63,78 m     |                                          |
| 2011 | Europei under 23  | Ostrava        | Lancio del disco | 13º       | 56,58 m     | Miglior prestazione personale stagionale |
| 2011 | Universiadi       | Shenzhen       | Lancio del disco | 13º       | 56,59 m     |                                          |
| 2013 | Europei under 23  | Tampere        | Lancio del disco | Oro       | 62,40 m     | Miglior prestazione personale stagionale |
| 2014 | Europei           | Zurigo         | Lancio del disco | 10º       | 60,82 m     |                                          |
| 2015 | Universiadi       | Gwangju        | Lancio del disco | Bronzo    | 62,54 m     |                                          |
| 2015 | Mondiali          | Pechino        | Lancio del disco | 14º (q)   | 62,22 m     |                                          |
| 2016 | Europei           | Amsterdam      | Lancio del disco | 13º (q)   | 63,60 m     | =                                        |
| 2016 | Giochi olimpici   | Rio de Janeiro | Lancio del disco | 12º       | 60,66 m     |                                          |
| 2017 | Mondiali          | Londra         | Lancio del disco | Oro       | 69,21 m     | Miglior prestazione personale            |
| 2018 | Europei           | Berlino        | Lancio del disco | Oro       | 68,46 m     |                                          |
| 2019 | Mondiali          | Doha           | Lancio del disco | 12º       | 61,55 m     |                                          |
| 2021 | Giochi olimpici   | Tokyo          | Lancio del disco | 6º        | 64,11 m     |                                          |
| 2022 | Mondiali          | Eugene         | Lancio del disco | Bronzo    | 67,55 m     |                                          |
| 2022 | Europei           | Monaco         | Lancio del disco | 6º        | 65,40 m     |                                          |
| 2023 | Mondiali          | Budapest       | Lancio del disco | 6º        | 66,16 m     |                                          |
| 2024 | Europei           | Roma           | Lancio del disco | 7º        | 64,43 m     |                                          |
| 2024 | Giochi olimpici   | Parigi         | Lancio del disco | 8º        | 66,55 m     |                                          |

## Campionati nazionali
- 2 titoli nazionali assoluti nel lancio del disco (2013/2014)

## Altre competizioni internazionali
2015
- Argento in Coppa Europa invernale di lanci ( Leiria), lancio del disco - 65,51 m
- 6º al Shanghai Golden Grand Prix 2015 ( Shanghai), lancio del disco - 61,89 m
- 7º agli FBK-Games ( Hengelo), lancio del disco - 61,21 m
- Argento agli Europei a squadre (First League) ( Candia), lancio del disco - 60,98 m
- Oro al Palio della Quercia ( Rovereto), lancio del disco - 63,05 m

2017
- Argento in Coppa Europa invernale di lanci ( Las Palmas), lancio del disco - 64,18 m
- Vincitore della Diamond League nella specialità del lancio del disco

2018
- Bronzo in Coppa continentale ( Ostrava), lancio del disco - 66,95 m